# تقانة علمية

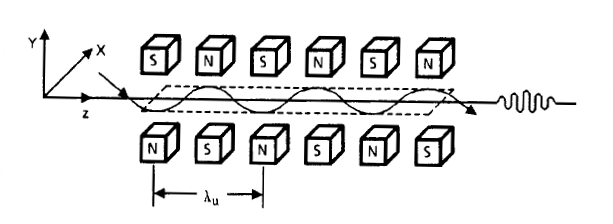
التقانة العلمية

التقانة العلمية هي طريقة منهجية للبحث عن معلومات في مجال معين. يمكن تقسيم التقانات العلمية في العديد من المجموعات المختلفة، على سبيل المثال:
- التقانات التحضيرية.
- تقانات التجميع، على سبيل المثال استخدام الكواشف في الكيمياء العضوية.
- تقانات النمو، مثل نمو البلورات أو مزارع الخلايا في علم الأحياء.
- تقانات التنقية مثل تلك في الكيمياء.
- تقانات القياس.
- تقانات التحليل، مثل تلك التي تكشف التركيب الذري أو الجزيئي.
- تقانات التوصيف، مثل تلك التي تقيس خاصية معينة لمادة.
- تقانات التصوير، مثل الفحص المجهري.

تطورت هذه الأساليب إلى تقانات مفيدة تتطلب معدات باهظة الثمن. وتطورت بشكل ملحوظ في العلوم الطبيعية: مثل: الفيزياء، والكيمياء، وعلم الفلك. وقد أدى ظهور الحاسوب إلى انتشار حقيقي في عدد التقانات إلى درجة أن القليل من العلماء لا يزال لديهم نظرة عامة جيدة على كل ما هو متاح.